# 下伊田駅
下伊田駅（しもいたえき）は、福岡県田川市大字伊田にある平成筑豊鉄道伊田線の駅である。駅番号はHC14。2009年（平成21年）4月に福岡県立田川科学技術高等学校がネーミングライツを取得し、田川科学技術高校前下伊田駅となっている。

## 歴史
- 1992年（平成4年）4月1日：駅開業[1]。

## 駅構造
相対式ホーム2面2線を有する複線区間にある地上駅。無人駅で駅舎はない。車椅子は、下りホームは外部とスロープで結ばれているため利用可能であるが、上りホームは階段しかなく、利用できない。

### のりば
| ホーム | 路線    | 方向 | 行先               | 備考 |
| ------ | ------- | ---- | ------------------ | ---- |
| 東側   | ■伊田線 | 上り | 田川伊田・行橋方面 |      |
| 西側   | ■伊田線 | 下り | 金田・直方方面     |      |

※案内上ののりば番号は割り当てられていない。

## 利用状況
2019年度の1日平均乗降人員は244人である。
| 年度   | 1日平均 乗降人員 |
| ------ | ---------------- |
| 2008年 | 288              |
| 2009年 | 246              |
| 2010年 | 248              |
| 2011年 | 282              |
| 2012年 | 274              |
| 2013年 | 248              |
| 2014年 | 270              |
| 2015年 | 246              |
| 2016年 | 238              |
| 2017年 | 246              |
| 2018年 | 242              |
| 2019年 | 244              |

## 駅周辺
周辺は、住宅と農地である。
- 田川自治会館
- 国道201号
- 福岡県道22号田川直方線
- 福岡県立大学
- 福岡県立田川科学技術高等学校
- トライアル田川店
- 本家山賊鍋田川バイパス店
- 眼鏡市場田川店
- 下伊田西公民館
- 松原団地
- 松原温泉
- MrMax田川バイパス店
- ナフコ田川店
- 平成筑豊鉄道糸田線大藪駅
- 彦山川（遠賀川水系最大河川）

## 隣の駅
平成筑豊鉄道
■伊田線
田川市立病院駅 (HC13)   - 下伊田駅 (HC14)  - 田川伊田駅 (HC15)